# کویسوپاکانا

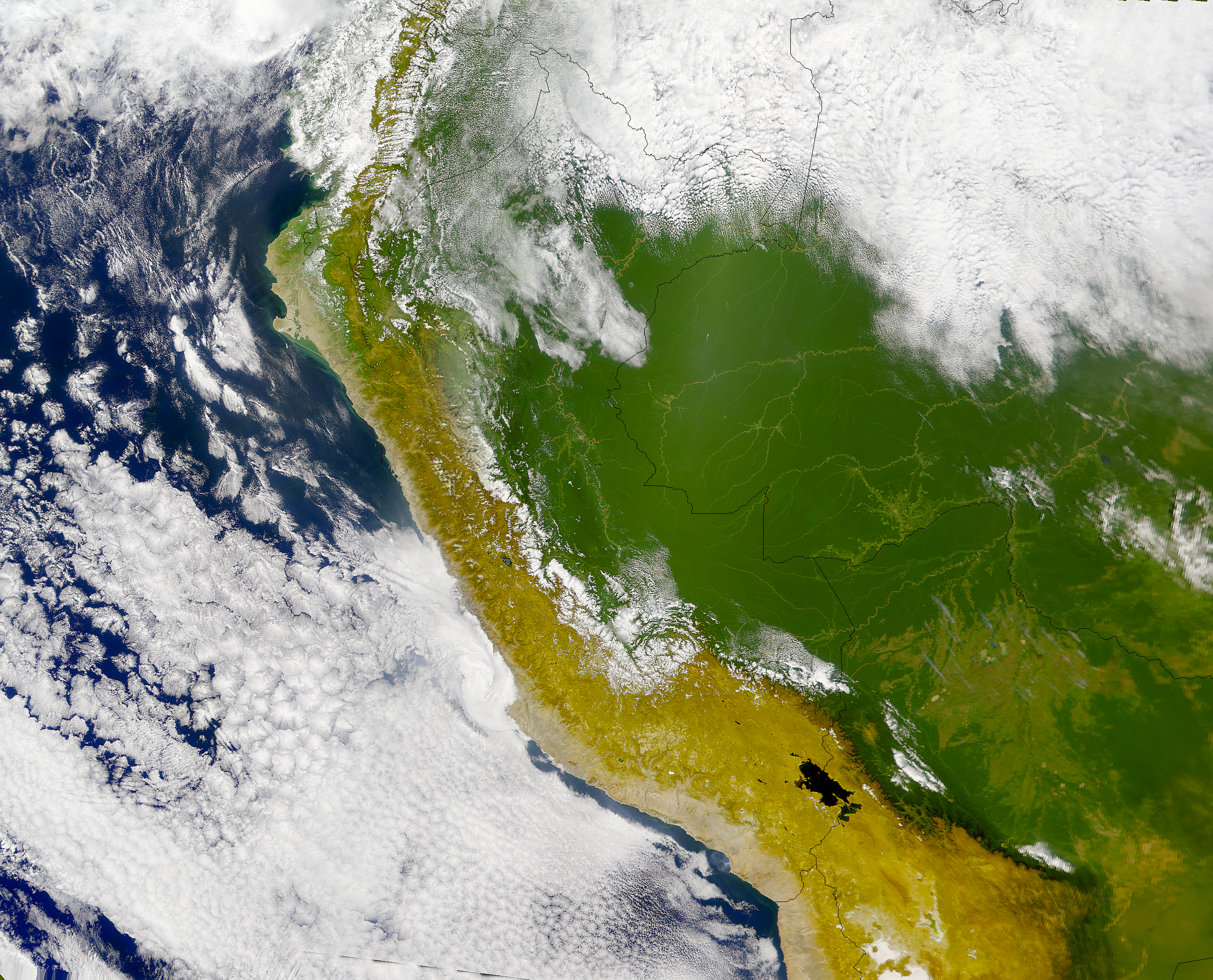
تصویر ماهواره‌ای کویسوپاکانا

کویسوپاکانا (به اسپانیایی: Coisopacana) یک کوه در پرو است. کویسوپاکانا ۵٬۱۷۶ متر بالاتر از سطح دریا واقع شده‌است.